# Novoselytsia
Novoselytsia (tiếng Ukraina: Новоселиця) là một thành phố của Ukraina. Thành phố này thuộc tỉnh Chernivtsi. Thành phố này có diện tích ? km², dân số theo điều tra dân số năm 2001 là 8.400 người.